# Matic Črnic
Matic Črnic, slovenski nogometaš, * 12. junij 1992, Slovenija.
Člansko kariero je začel leta 2009 v klubu Maribor v slovenski prvi ligi, med letoma 2012 in 2014 je bil posojen v Dravinjo, Aluminij in Maribor B, v letih 2015 in 2016 je bil član Domžal, nato do leta 2018 Rijeke, od sezone 2018/19 pa je član Olimpije. Skupno je v prvi ligi odigral prek 100 prvenstvenih tekem in dosegel 16 golov. Osvojil je pet naslovov državnega prvaka, v sezonah  2008/09, 2010/11, 2011/12, 2012/13 in 2013/14, tri naslove pokalnega zmagovalca, v sezonah 2009/10, 2011/12 in 2012/13, in štirikrat superpokal.  
Črnic je debitiral v dresu članske reprezentance 28. marca 2016 na prijateljski tekmi v Belfastu proti Severni Irski.